# Dendrolagus mbaiso
Dendrolagus mbaiso är en pungdjursart som beskrevs av Flannery, Boeadi och Alexandra L. Szalay 1995. Dendrolagus mbaiso ingår i släktet trädkänguruer och familjen kängurudjur. IUCN kategoriserar arten globalt som starkt hotad. Inga underarter finns listade.
Pungdjuret förekommer i västcentrala Nya Guinea. Arten vistas i bergstrakter som är 2 700 till 3 500 meter höga. Habitatet utgörs av fuktiga skogar och buskmarker.